# 本郷愛
本郷 愛（ほんごう あい、1999年〈平成11年〉10月28日 - ）は、日本のAV女優。Bstar所属。旧芸名は二階堂 夢。東京都出身。

## 略歴
大学在学中となる2020年3月6日に総合AVプロダクションDINOに所属し、配信特化型アダルトメーカーFALENO専属女優としてAVデビュー。デビュー作は2020年時点で同メーカー最大のヒットとなった。2020年12月度・月間FANZA女優人気ランキング3位。
2021年4月に発表されたアサヒ芸能「2021現役AV女優SEXY総選挙」で第21位。FANZA発表、2021年上半期アダルトビデオ作品ランキングで売り上げ第3位を記録。
2021年8月発表「読者300人が選んだFLASH 2021セクシー女優ランキング」読者投票54位。
2021年公開の『はだか拳Ω』（東映）ではアクション女優として抜擢され初主演を果たす。
2021年11月28日には、「Bstarに移籍し『本郷愛』に改名した」と自身のTwitterへ投稿。ウェットティッシュ配りをするなど、改名による知名度のハンデを乗り越え（視聴者投票もあるため）、11月30日、スカパー!アダルト放送大賞Valuable Actress of VENUSに選出。2022年3月6日、MVA（Most Valuable Actress）および同MTA（Most Technical Actress）の2冠を受賞。
2021年12月の集英社『週刊プレイボーイ』では、同年1月に配信開始された『妹の"ゆめ・もも"とイチャラブSEX生活 二階堂夢 桃尻かなめ』が、同年中のFALENOにおいて一番売れたAV作品であったと紹介された。光文社『FLASH』発表の2021年セクシー女優ランキング第5位。
2022年3月には、集英社『週刊プレイボーイ』において2022年エロデミー賞主演女優賞受賞。同年9月14日に東京・原宿RUIDOで行われた「ミルジェネ10周年記念LIVE Sweet Memories」に歌手として出演。2023年4月30日には「近代麻雀水着祭2023 -PEAK & PINE COLLECTION-」に出演し話題となった。

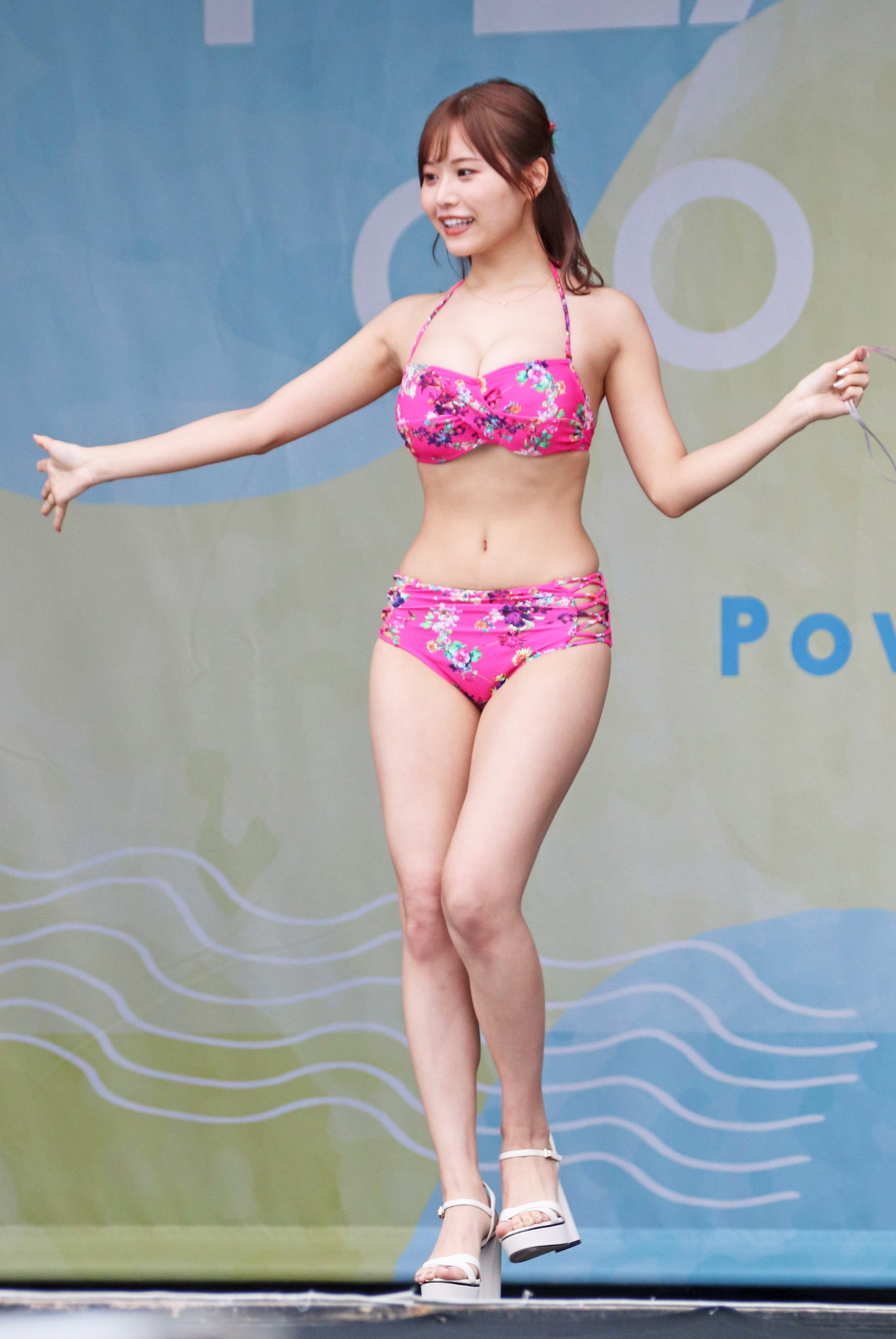
2023年撮影

2023年6月には、エスワンへの専属電撃移籍を発表。同年6月19日週FANZA通販フロアランキングにて出演した『エスワンファン感謝祭』（ブルーレイディスク版）が初登場1位を記録。DVD版も4位にランクイン。同作は6月26日週も1位を維持した（DVD版は5位）。同作は7月17日週FANZA動画フロアランキング1位も記録。8月7日週・FANZA動画フロアランキングにて、FALENO時代のベスト盤
『本郷愛 FALENOセックスクイーンの軌跡16時間ベスト』が3位浮上。
2023年11月6日週FANZA動画フロアランキングで『VR NO.1 STYLE 本郷愛 S1VR解禁 本郷愛』が初登場4位を記録。
2023年11月17日より自身のYouTubeチャンネルにおいてVtuberとして活動することを発表し、この日より始動。同チャンネルにおける過去の本人出演動画は原則メンバーシップ限定動画となる。外観デザインはイラストレーターのまなみが担当した。翌年1月にVtuberプロジェクトは休止。
2024年3月18日週FANZA動画フロアランキングにて、出演した『可愛い、優しい、エロい。至近距離でじ～っくり見つめながら嬉しそうにご奉仕【顔面特化】即尺ランジェリーメイドVR 本郷愛』（エスワン）が初登場8位にランクイン。
2024年3月25日週FANZA動画フロアランキングにて、『彼女が不在の2日間、海外帰りの彼女の姉のえぐい腰使い誘惑されて何度も何度も射精を繰り返した…。 本郷愛』が初登場7位ランクイン。同月よりTwitchでのゲーム及びトーク配信を開始。2か月足らずで約9万人のフォロワーを集める。台湾では「最強電玩女神」（AV界最強のゲーム配信者の意）の異名でも呼ばれている。
2024年4月8日週FANZA動画フロアランキングにて、2023年11月発売の『アナタの究極のオナニーの為に… 本郷愛の極上の腰使いで導く超シコシコ射精サポート』が急上昇し、9位にランクイン。

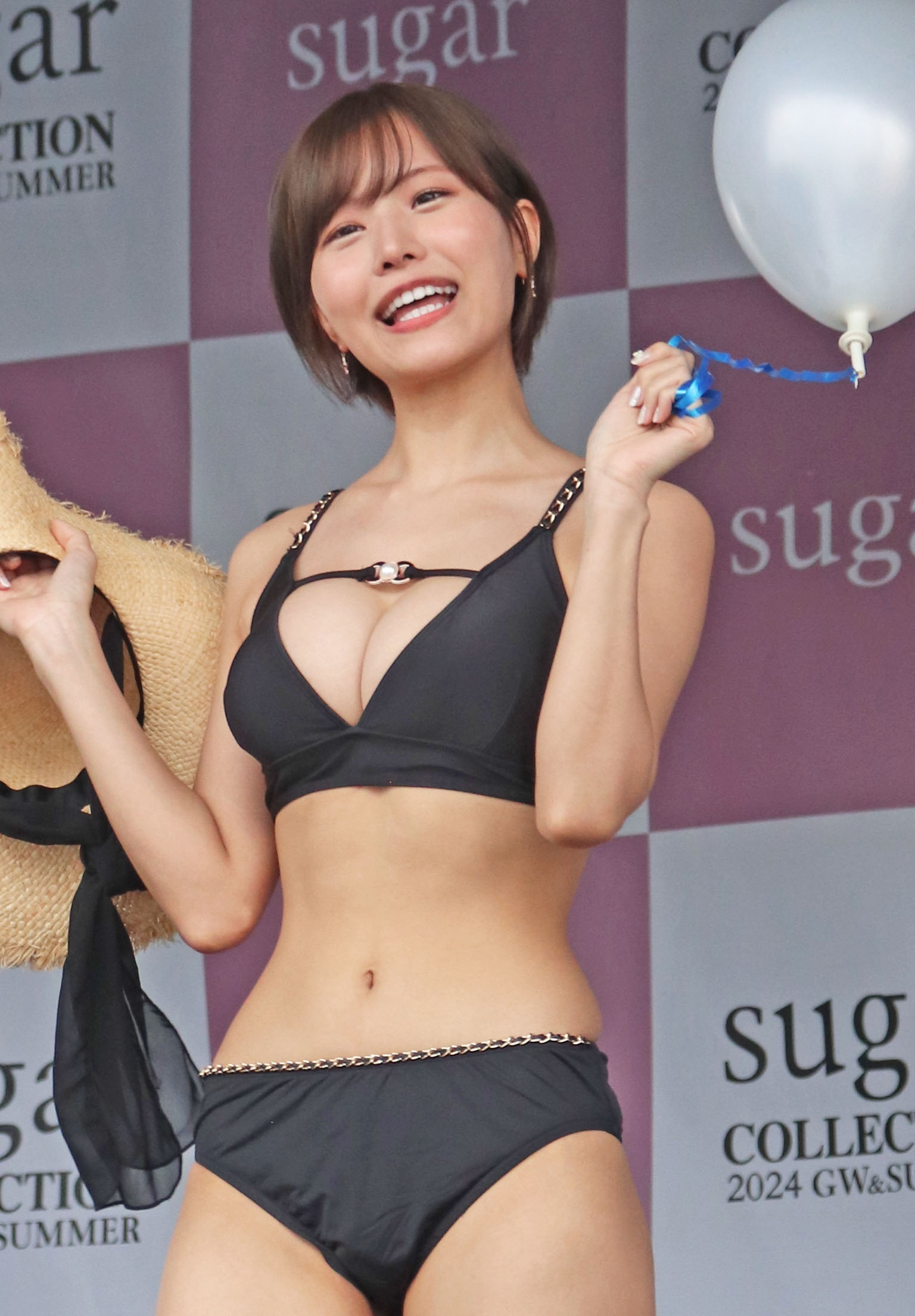
2024年撮影

2024年4月22週FANZA通販フロアランキングにおいて『【※観覧注意】【※ヌキ過ぎ注意】絶頂を超えた更に先、イキまくり限界ピストン! 恍惚の過去最大トランスFUCK 本郷愛』が9位ランクイン。
2024年4月27日には、「SPLASH SUMMER × 近代麻雀水着祭2024」に2年連続で出演。場内で開催された水着ファッションショー・sugar COLLECTIONではランウェイを歩いた。
2024年6月23日には、『『龍が如く』最新作 ミナト区系女子オーディション』で二次審査進出。面接では生まれ育ちが港区であることを明かした。同年7月16日に合格会見を開き。同最新作への出演が決定した。
2024年7月1日週FANZA動画フロアランキングにて、『M男くん宅に‘本郷愛’が緊急初突撃! 最高のクビレBODYと極上エロエロテクニックでSEX中毒に覚醒しちゃう1日6発大射精ドキュメント』が初登場8位。
2024年7月22日週FANZA通販ランキングで『彼女の姉だと分かっていてもこのカラダには我慢できなかった。 本郷愛』が初登場10位にランクイン。
2024年8月3日には、東京・秋葉原の書泉ブックタワーにて『Cosplay Fetish Book 本郷愛』発売記念イベントを開催した。
2024年8月5日週FANZA通販フロアランキングではイメージビデオ『甘いヌーディズム 本郷愛』（FAIR＆WAY）が初登場9位を記録。
2024年8月19日週FANZAレンタルフロアランキングにて『このオンナ、俺の愛人にしてやる… 最高の女を貪り尽くすたった一夜の舐め堕ち愛人契約 本郷愛』が1位となる。9月2日週、9月9日週、9月16週同ランキングでは3週連続で『【※観覧注意】【※ヌキ過ぎ注意】絶頂を超えた更に先、イキまくり限界ピストン! 恍惚の過去最大トランスFUCK 本郷愛』が1位を記録した。
2024年9月15日には、自身のYouTubeチャンネルで人気ゲーム配信者の加藤純一との不倫騒動について釈明し、彼と交際していた事実を認めた。この件で、同年9月19日には自身のXで一連の騒動について謝罪したうえで当面の間、活動停止することを発表した（ただし後述のように撮影済みの作品については順次リリースされている）。騒動は台湾でも報道された。この影響もあり、前述のFANZAレンタルフロアランキングでは9月度月間女優ランキング1位となった。
2024年10月21日週FANZA動画フロアランキングにて『出張先で軽蔑している中年セクハラ上司とまさかの相部屋に…朝まで続く絶倫性交に不覚にも感じてしまった私 本郷愛』が初登場3位ランクイン。2024年10月度FANZAレンタルフロア月間AV女優ランキング第4位。
同年11月4日週FANZA通販フロアランキングにて、出演した『S1 PRECIOUS GIRLS 2024 オールスター24名大集合ハーレムアイランドSpecial』が初登場1位にランクイン。11月11日週では同作が1位。DVD版も3位ランクイン。FANZA動画フロア12月度月間女優ランキング3位。

## 人物
- 趣味は映画鑑賞、特技はマッサージ[5]。
- 帰国子女で3か国語を話せる[54]。高校3年間は、アメリカ合衆国とカナダに住んでおり[55]、英語は流暢に話せる。韓国語もある程度話せる[6][55]。
- 性の目覚めは中学生の頃に壇蜜の『私の奴隷になりなさい』を友達から『めっちゃエロいよ!』と言われて一緒にPRを見たこと。中学3年生の時に初めて彼氏ができたが、それ以上のことはなかった。初体験は17歳の時に留学中に出会った中国人とだったが、3日後に日本人の友人と交際していたことがわかりショックを受けたという。デビューまでの経験人数は4人[56]。
- 日本帰国後は看護師になるつもりはなかったものの、体の仕組みについて学びたかったため、4年制大学の看護学部で学ぶ[57]。この時、SNSで知った深田えいみをきっかけにAV女優に興味を持つ[57]。深田とはのちにYouTubeやTRE、近代麻雀水着祭で共演し、飲み友達の関係になった[58]。
- AVライターのさおりはAV界きってのくびれの持ち主と言及。「張りのあるFカップからウエストにかけてのS字ライン芸術的な美しさ」「騎乗位で下から見上げる曲線美が最高」と体型を賛美した[59]。
- 『はだか拳Ω』（東映）、『ヨドンナ』（東映）への出演からアクション女優の肩書を持つ[60]。

## 作品
◎はBD版発売作品。

### アダルトビデオ

#### 二階堂夢 名義
FALENO star専属
FALENOは『配信特化型AVメーカー』のため、配信日も記載しています。
- 新人 ヴィー●スインターナショ●ル日本代表 AV DEBUT 二階堂夢（3月6日配信、4月9日DVD発売）
- 愛液びっしょり!性感開発3本番!二階堂夢（4月11日配信、5月8日DVD発売）
- ぷり尻コス 二階堂夢（5月9日配信、6月11日DVD発売）
- 一ヵ月禁欲させられイキ狂い!潮吹き絶頂4本番! 二階堂夢（6月6日配信、7月9日DVD発売）
- 即ハメおねだりご奉仕メイド 二階堂夢（vol.1：7月20日配信、vol.2：7月27日配信、8月13日DVD発売）
- 二階堂夢モニタリング!24時間ノンストップSEX（vol.1：8月15日配信、vol.2：8月29日配信、9月24日DVD発売）
- カノジョの妹は甘え上手なスキだらけ小悪魔 二階堂夢（vol.1：9月13日配信、vol.2：9月27日配信、10月22日DVD発売）
- オマ●コはオーバーヒート寸前!ちっともくつろげないイクイク温泉旅行 二階堂夢 Vol.1（vol.1：10月11日配信、Vol.2：10月25日配信、11月26日DVD発売）
- 杭打ちでブーストする甘えん坊騎乗位 二階堂夢（Vol.1：11月8日配信[62]、vol.2：11月22日配信、12月10日DVD発売）
- 煙突チ●ポ限定!優し～く密着キッスで股間を押し付けてくる夢サンタのファン宅訪問 二階堂夢（Vol.1：12月6日配信、Vol.2：12月20日配信、2021年1月8日DVD発売）

- 妹の"ゆめ・もも"とイチャラブSEX生活 二階堂夢 桃尻かなめ（Vol.1：1月7日配信、Vol.2：1月27日配信、2月11日DVD発売）
- ず～っと見つめ合って感じ合う両想い連射ソープ 二階堂夢（Vol.1：2月7日配信、Vol.2：2月21日配信、3月11日DVD発売）
- ガテン系オヤジ達に何度も何度も追撃肉弾ピストンでレ×プアクメを仕込まれた冬 二階堂夢（Vol.1：3月7日配信、Vol.2：3月21日配信、4月8日DVD発売）
- 警戒心の無い『兄貴の彼女』が一人暮らしの僕のアパートに転がり込んできた3日間同居生活 二階堂夢（4月4日配信、5月7日DVD発売）
- 残業中に大嫌いな上司から週５で粘着おっぱいハラスメントをされ続けて即イキ敏感体質にされた女子社員 二階堂夢（5月2日配信、6月10日DVD発売）
- 体液で交感する絶え間ない官能セックス 二階堂夢（6月6日配信、7月8日DVD発売）
- 二階堂夢 FALENOデビュー1周年コンプリート初BEST8時間（6月30日配信、7月22日DVD発売）※単体ベスト
- 乳首をじ～っくりこねくり舐めまわし何度もチ○ポをバカヌキする痴女メンズエステ（7月18日配信、8月26日DVD発売）[63][64]
- 「私、誰にも言わないよ…?」巨乳女子○生の競泳水着越しの甘い誘惑に負けて校内禁断性交（8月22日配信、9月23日DVD発売）
- 漏らせば漏らすほど羞恥心から尿イキを覚える失禁アクメ女子○生（9月9日配信、10月21日DVD発売）
- 「もうあの頃の私じゃないよ…」ヤル事のない田舎に帰省したら成長しきった巨乳幼なじみに誘われ、汗浸りセックスに明け暮れた僕の夏休み。（10月24日配信、11月25日DVD発売）
- 「始発出るまでウチで飲み直します?」終電後に後輩女子から甘～いお誘い…部屋着からこぼれるノーブラ巨乳を前にダメだとわかりながらも朝までヤりまくり遅刻確定イチャラブSEX!! 二階堂夢（11月21日配信、12月23日DVD発売）
- 向かい部屋の巨乳女子大生を彼氏に内緒でひたすらレ〇プ、いいなり性欲処理人形に堕とすまで。 二階堂夢（12月19日配信、2022年1月27日DVD発売）

- 学校一の優等生が童貞に跨り杭打ち騎乗位!PtoMの変則テクニックと囁き淫語で筆おろし 二階堂夢（1月23日配信、2月23日DVD発売）
- 夫がいない間、デリヘル時代にNG客にした義父に何度も犯されています。 二階堂夢（2月20日配信、3月24日DVD発売）

#### 本郷愛 名義
FALENO star専属
- 夢の先に見つけた本当の私 本郷愛 Re:start（3月20日配信、4月21日DVD発売）[65][66]
- ずーっとイジられイカされながらカメラ目線でアナタに語りかけるイクイク淫語リポートSEX 本郷愛（4月17日配信、5月26日DVD発売）
- ヌキ過ぎ注意!デカパイ逆バニーちゃんのイキ過ぎたサービスが話題の神風俗 本郷愛（5月15日配信、6月23日DVD発売）
- 深イキ覚醒のけぞりオーガズム 子宮揉みほぐし追撃ポルチオSEX3本番 本郷愛（6月12日配信、7月21日DVD発売）
- 「君は見るだけ。触っちゃダメだから。」 憧れの同級生にセックスを見せつけられた僕は今日もおあずけ… 本郷愛（7月10日配信、8月25日DVD発売）
- 大好きな弟と彼女がエッチ出来ないように即尺24時間　鬼フェラチオで毎日10発射精させるブラコンお姉ちゃん 本郷愛（8月14日配信、9月8日DVD発売）
- 性欲の高鳴りは彼女のくびれ巨乳の所為。初めて迎えた夜が終わっても僕たちはヤリ続けた。 本郷愛（9月11日配信、10月6日DVD発売）
- 腰が砕けても逃がさない! ひたすら膣奥を貫く強制立ちバックハンドル 本郷愛（10月9日配信、11月10日DVD発売）
- 彼氏よりデカい店長チ○ポが気になりすぎて毎日バイト先で粘着おねだりSEX 本郷愛（11月20日配信、12月22日DVD発売）
- 本郷愛 FALENOセックスクイーンの軌跡16時間ベスト（12月1日配信、2023年1月12日DVD発売）※単体ベスト
- 地味巨乳女子大生が童貞彼氏を上回る性欲で絶倫巨乳お姉さんに”性長”した記録。本郷愛（12月18日配信、2023年1月26日DVD発売）

- 乳マニアな中年整体師の執拗な乳首イジリで恥ずかしいほどイカされ続けた箱入り娘 本郷愛（1月22日配信、2月23日DVD発売）
- 雑魚チ○ポいっぱいシコシコさせてあげる 囁き淫語で脳までとろける快感オナサポJOI 本郷愛（2月26日配信、3月23日DVD発売）

- 本郷愛 FALENOコンプリート16時間ベスト（3月19日配信、4月25日DVD発売）※単体ベスト

- 本郷愛 チ〇ポを狂わすノンストップ超誘惑セックス8時間ベスト! 【FALENOセレクション】（1月16日配信、2月6日DVD発売）※単体ベスト

S1 NO.1 STYLE 専属
- 専属 NO.1STYLE 本郷愛エスワンデビュー 新章（7月25日）◎
- スーパースター女優と大乱交 激レア共演S1ファン感謝祭 三上悠亜 葵つかさ うんぱい 架乃ゆら 小宵こなん miru 山手梨愛 本郷愛（7月25日）◎
- 人生初 最高の絶頂、その向こう側へ 本郷愛（8月22日）◎
- 交わる体液、濃密セックス 完全ノーカットスペシャル 本郷愛（9月26日）◎[59]
- 出張先で軽蔑している中年セクハラ上司とまさかの相部屋に… 朝まで続く絶倫性交に不覚にも感じてしまった私 本郷愛（10月24日）◎
- 本郷愛と人生最高の射精体験へ ULTRA VIP風俗10 with 4K（11月28日）◎
- 彼女が不在の2日間、海外帰りの彼女の姉のえぐい腰使い誘惑されて何度も何度も射精を繰り返した…。 本郷愛（12月26日）◎

- M男くん宅に‘本郷愛’が緊急初突撃! 最高のクビレBODYと極上エロエロテクニックでSEX中毒に覚醒しちゃう1日6発大射精ドキュメント（1月23日）◎
- こんなに甘える本郷愛、見たことない! プライベート丸出しで2人きりで一晩中ヤリまくった生々ハメ撮りFUCK（2月27日）◎
- 極上焦らしテクで最高のお漏らし射精へ導く究極ルーインドオーガズムエステ 本郷愛（3月26日）◎
- このオンナ、俺の愛人にしてやる…最高の女を貪り尽くすたった一夜の舐め堕ち愛人契約 本郷愛（4月23日）◎
- 【※観覧注意】【※ヌキ過ぎ注意】絶頂を超えた更に先、イキまくり限界ピストン! 恍惚の過去最大トランスFUCK 本郷愛（5月28日）
- 話題の美人アスリートが競泳水着愛好家の餌食に… 深く食い込むハイレグは執拗に舐め●される… 本郷愛（6月25日、S1 NO.1 STYLE）◎[67]
- 「えっ! ここでヤルの?」 マルチに活躍する本郷愛のプライベートに完全密着して隙あらばいきなり即ズボッ! 前代未聞ドッキリAV大作戦 本郷愛（7月23日、S1 NO.1 STYLE）◎
- 彼女の姉だと分かっていてもこのカラダには我慢できなかった。 本郷愛（8月27日、S1 NO.1 STYLE）
- 完全バイノーラル甘サド淫語でアナタ史上最高の見下しオナニー体験へ! 本郷愛の爆ヌキ過激ちんシコサポート（9月24日、S1 NO.1 STYLE）◎
- 本郷愛 S1初ベスト 12タイトル 12時間（10月8日、S1 NO.1 STYLE）◎ ※単体ベスト
- 束縛もないし気も使わないただ欲望を満たすSEXも出来る女ともだち。 本郷愛（10月22日、S1 NO.1 STYLE）
- 可愛がってる新人男性社員が結婚報告してきてジェラシー暴走！好き好き杭打ち騎乗位で心も精子も奪うNTR女上司 本郷愛（11月26日、S1 NO.1 STYLE）
- S1 PRECIOUS GIRLS 2024 オールスター24名大集合ハーレムアイランドSpecial（12月10日、S1 NO.1 STYLE）[68][69][70] ◎
- 美人で巨乳のバイトの先輩が思いがけず僕を自宅に誘ってくれた… ちょっぴり酔った先輩はいつもよりも大胆で無防備でなんだか距離感も近くて、もしかしたら今夜このままヤル流れかもしれません。 本郷愛（12月24日、S1 NO.1 STYLE）◎

- 本郷愛たるゆえん エロいんです。25人と乱交パーティーしたらすっごくエロいんです。（1月28日、S1 NO.1 STYLE）◎[7]
- エスワン20周年記念 AV業界史に残る最強タッグ作品 世界に誇る一流女優たちが極上ご奉仕してくれる 超S1級 ハーレム風俗フルコース（1月28日、S1 NO.1 STYLE）[71] ◎
- エスワン20周年記念 AV業界史に残る最強タッグ作品 SUPER VVVIP 乱交 PARTY 舐めまくり 挿れまくり イキまくり 非日常で乱れまくる奇跡のドリーム大共演（4月8日、S1 NO.1 STYLE）[72] ◎
- エスワン20周年記念 AV業界史に残る最強タッグ作品 たまったら射精しよう わたしたち おチ●ポテクニシャンです。 本郷愛 河北彩伽 金松季歩 miru 三田真鈴 七ツ森りり 浅野こころ 奥田咲 楓ふうあ 明日葉みつは（6月24日、S1 NO.1 STYLE）◎ [73]

### アダルトVR
二階堂夢 名義
- 独占彼女と同棲初VR昼は爽やか可愛い甘えんぼキス三昧イチャラブSEX 二階堂夢（2月12日、FALENO）
- 究極独占彼女VR　夜は舐め舐め大好き密着痴女いやらしとろけ濃厚交尾 二階堂夢（3月18日、FALENO）

本郷愛 名義
- VR NO.1 STYLE 本郷愛 S1VR解禁（9月12日、S1 NO.1 STYLE）
- アナタの究極のオナニーの為に…本郷愛の極上の腰使いで導く超シコシコ射精サポート（11月5日、S1 NO.1 STYLE）

- 可愛い、優しい、エロい。至近距離でじ～っくり見つめながら嬉しそうにご奉仕【顔面特化】即尺ランジェリーメイドVR 本郷愛（3月26日、S1 NO.1 STYLE）
- 彼女が終電を逃して帰れなかったあの日、自由奔放な彼女のFカップ妹に誘惑されて何度も何度も我慢したのにあまりの可愛さに魔が刺した僕は…。 本郷愛（6月16日、S1 NO.1 STYLE）
- 年下の僕を狂わせる美人で面倒見が良くてちょっぴりエッチな年上の家庭教師 本郷愛（10月13日、S1 NO.1 STYLE）

### イメージビデオ
二階堂夢 名義
- 不滅の女神（2020年12月18日、メディアブランド）◎

本郷愛 名義
- Shining Eyes 本郷愛（2022年5月20日、ファインピクチャーズ）◎
- 湯女美人 本郷愛（2022年11月30日、スパイスビジュアル）
- 甘いヌーディズム 本郷愛（2024年9月10日、FAIR & WAY）◎

### 写真集
二階堂夢 名義
- 『ハツユメ』（2021年3月2日、徳間書店、撮影：原田武尚）ISBN 978-4-19-865234-0[74]
- 『夢の中へ』（2021年10月31日、彩文館出版、撮影：斉木弘吉）ISBN 978-4-7756-0643-8 - ※3000部限定 豪華愛蔵版[75]。

本郷愛 名義
- 愛とは? 本郷愛写真集（2023年9月29日、徳間書店、撮影：植野恵三郎）ISBN 978-4-19-865687-4[76]
- Cosplay Fetish Book 本郷愛（2024年7月31日、ジーオーティー、撮影：田村浩章）ISBN 978-4-8236-0711-0 [77]

### ポーズ集
- ビジュアルヌード・ポーズBOOK act 本郷愛（2022年11月28日、二見書房、撮影：長谷川朗）ISBN 978-4-576-22182-3

### デジタル写真集
二階堂夢 名義
- ファレノALLSTARS HEAVEN（8月3日、小学館、撮影：松田忠雄）※「FALENO star」専属女優7名によるデジタル写真集[78]。
- 吉高寧々 × 二階堂夢 桃尻郷へようこそ（9月7日、小学館、撮影：松田忠雄）[79]

- 二階堂夢 デジタル写真集「Feelings」（8月20日、FALENO、撮影：福島裕二）

本郷愛 名義
- Shining Eyes デジタル写真集 本郷愛（8月4日、ファインピクチャーズ、撮影：SHOOTING STAR）
- ヌレッヌレ! 本郷愛 週刊ポストデジタル写真集（9月1日、小学館、撮影：佐藤佑一）[80]

- ラブ! 本郷愛（2月3日、徳間書店、撮影：植野恵三郎）
- 本郷愛 PHOTO BOOK「アイノカタチ」【ノーヌード写真集】（4月15日、FALENO、撮影：上野勇）
- 本郷愛 NUDE PHOTO BOOK「アイノカタチ」【ヌード写真集】（4月15日、FALENO、撮影：上野勇）
- 本郷愛 OFF SHOT BOOK（4月15日、FALENO、撮影：上野勇）
- 本郷愛 ずっと愛して vol.1 FRIDAYデジタル写真集（5月17日、講談社、撮影：中場敏博）
- 本郷愛 ずっと愛して vol.2 FRIDAYデジタル写真集（5月17日、講談社、撮影：中場敏博）
- 本郷愛 ずっと愛して vol.3 豪華100カット超え! FRIDAYデジタル写真集（5月17日、講談社、撮影：中場敏博）
- ＃バケショ VACATION SHOT 2023（8月4日、FANZA BEAUTY COLLECTION）※FANZA『オトナのサマーキャンペーン2023』オリジナルフォトブック。FANZA限定配信。
  - ＃バケショ VACATION SHOT 2023 Ai Hongo ver（8月4日、FANZA BEAUTY COLLECTION）※上記フォトブックの本郷愛単体バージョン。FANZA限定配信。
- 本郷愛 あいがいっぱい FRIDAYデジタル写真集（9月8日、講談社、撮影：篠原潔）

- ＃Escape 本郷愛（1月19日、ジーオーティー、撮影：manimanium）[81]
- Count sheep【Nap】本郷愛（3月22日、ジーオーティー、撮影：羊肉るとん）
- Count sheep【Sleep】本郷愛（3月22日、ジーオーティー、撮影：羊肉るとん）
- 本郷愛 めぐり逢い FRIDAYデジタル写真集（4月5日、講談社、撮影：篠原潔）[82]
- ジューシーハニーPLUS＃20 本郷愛（7月1日、ジューシーハニー、撮影：篠原潔）
- S1キャンペーン 〜20th anniversary〜 No.1 Photo Book 2024（11月12日、FANZA BEAUTY COLLECTION）※「S1 NO.1 STYLE」9名の撮り下ろし写真を収録。FANZA限定配信。

## その他製品

### トレーディングカード
二階堂夢 名義
- AVC ジューシーハニー コレクションカード THE DELUXE 2021（2021年6月26日、株式会社ミント）

本郷愛 名義
- AVC ジューシーハニー コレクションカード  PLUS #16（2022年10月22日、株式会社ミント）
- AVC ジューシーハニーコレクションカード PLUS ＃20（2023年10月28日、株式会社ミント）
- Girl’s Party Collection ～THE FAN FUN TRUMP～ 第6弾（2024年2月29日、Girl‘s Party Collection）

### カレンダー
二階堂夢 名義
- 二階堂夢 2022年カレンダー（2021年10月2日、SUNCARAT）
- 卓上 二階堂夢 2022年カレンダー（2021年10月2日、SUNCARAT）

本郷愛 名義
- 本郷愛 2023年カレンダー（2022年11月5日、SUNCARAT）
- 卓上 本郷愛 2023年カレンダー（2022年11月5日、SUNCARAT）
- 本郷愛 2024年カレンダー（2023年12月9日、SUNCARAT）
- 卓上 本郷愛 2024年カレンダー（2023年12月9日、SUNCARAT）

### アダルトグッズ
オナホール
- FALENO STAR HOLE 本郷愛（2022年3月31日、YUIRA）

## 出演

### 配信バラエティ
- 聖ファレノ女学院（2020年7月31日 ‐ 、YouTube/FALENO Official Channel）
- 二階堂夢がエンタで何か始めるってよ!（2021年2月24日、YouTube/エンタちゃん）[83]
- 給与明細（2021年、ABEMA）#135[84]、#136[85]、プレミアム潜入ガール
- スカパー!アダルト放送大賞記念番組（2022年7月5日、SPOOX EX）[86]
- スカパー!アダルト放送大賞2023『今年は新企画?!スカパー!アダルトがオーディションはじめるってよ』（2022年12月20日、YouTube/スカパー!アダルト放送大賞公式チャンネル）[87]
- 新EXガールズオーディション（2023年3月25日、SPOOX EX）

### 配信ドラマ
- ヨドンナ（2021年8月8日、東映特撮ファンクラブ） - セクシーメイド・苺大福 役[88]
- はだか拳（2021年8月30日、Xstream46） - 美桜 役
- はだか拳Ω（2021年10月22日、Xstream46） - 美桜 役（主演）

### テレビバラエティ
- もう!バカリズムさんの超H! #19（2020年11月30日、フジテレビONE）
- 二階堂夢×白坂有以 公開トークショー（2020年12月16日、エンタ!959）[89]
- 今日のあまつか（2021年1月16日,2月17日、エンタ!959）[90]
- 二階堂夢のゆるラジ[91]→二階堂夢のキュンです!（2021年4月17日[91] ‐ 10月16日、エンタ!959）
- ビビッと!TV （2022年1月8日 - 5月28日、テレビ埼玉）
- スカパー! アダルト放送大賞2022 授賞式〜スカパー! アダルトの歴史が変わる。新時代のアダルトクイーン決めちゃいますスペシャル!!〜（2022年3月15日、BSスカパー!）[92]
- 月ともぐら（2024年3月22日 - 5月31日・10月4日 - 25日、テレビ東京)

### テレビドラマ
- 桃色探訪〜伝説の風俗〜（2022年6月26日、チャンネルNECO）- 「椎木ハル」役

### ラジオ
- 白石茉莉奈のtalking free（2022年4月10日、渋谷クロスFM）
- 本郷愛のラブいラジオ（2022年10月6日 - 、Radiotalk）[93]

### イベント
- Bstarトークショー ～アワード受賞者 大集合SP～（2022年5月1日、代々木・MUSE HALL）[94]